# فرنسيس غونزاليس
فرنسيس غونزاليس (بالفرنسية: Francis Gonzalez)‏ هو منافس ألعاب قوى فرنسي، ولد في 6 فبراير 1952 في بوردو في فرنسا.

## وصلات خارجية
- فرنسيس غونزاليس على موقع الاتحاد الدولي لألعاب القوى (الإنجليزية)
- فرنسيس غونزاليس على موقع الاتحاد الفرنسي لألعاب القوى (الفرنسية)
- فرنسيس غونزاليس على موقع أوليمبيديا (الإنجليزية)